# Claude Deschamps

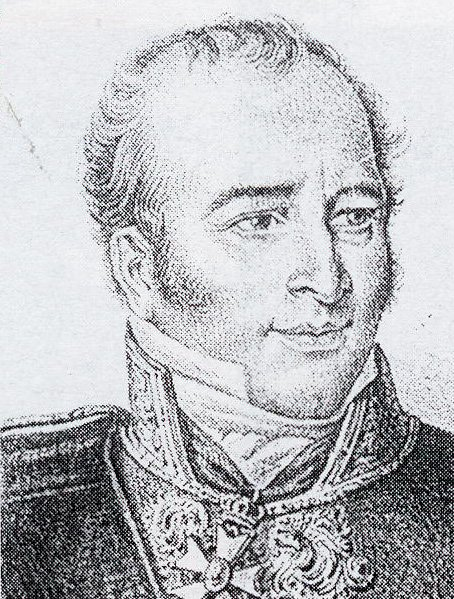
Claude Deschamps mit dem Collier eines Kommandanten der Ehrenlegion

Claude Deschamps (* 1765 in Vertus; † 1843 in Bordeaux) war ein französischer Ingenieur. Er war unter anderem führend beteiligt an der Errichtung des Pont de Pierre (Bordeaux), des Lagerhauses für Kolonialwaren in Bordeaux und des Canal des Ardennes.
Deschamps absolvierte 1782 die École des Ponts et Chaussées und stieg in der staatlichen französischen Bauverwaltung Schritt für Schritt auf. 1803 wurde er Chefingenieur in Mont-Cenis und 1810 Abteilungschef in Bordeaux.
Im Zusammenhang mit Napoleons Spanienkrieg 1808–1813 war er am Ausbau zweier strategischer Straßenverbindungen in Richtung iberische Halbinsel beteiligt (die eine via Bayonne, die andere via Vallée d’Aspe).

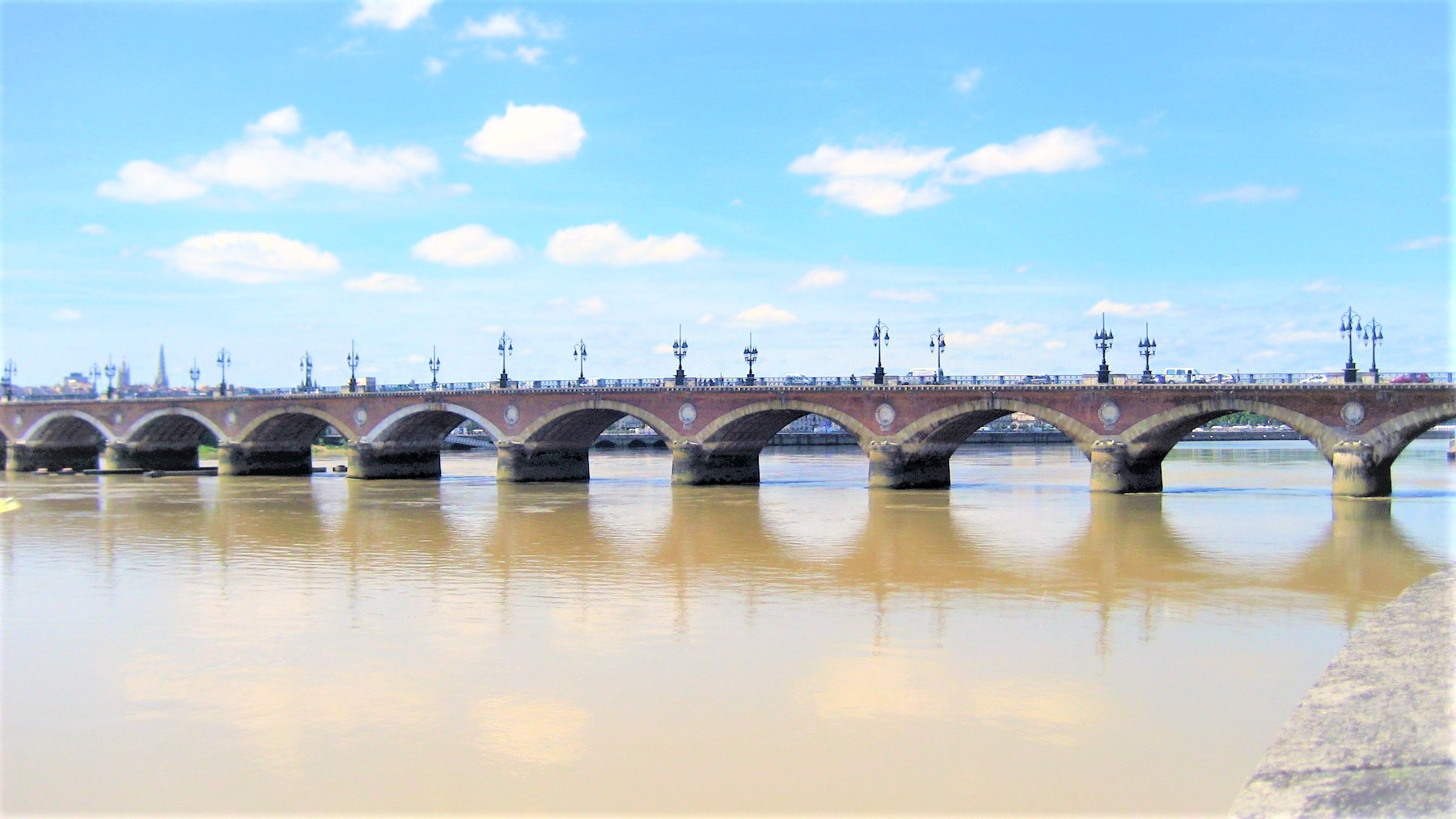
Der Pont de pierre von Bordeaux.

Besondere Verdienste erwarb sich Deschamps um die technisch schwierige Errichtung des Pont de Pierre.
Claude Deschamps konzipierte auch, gemeinsam mit seinem Schwiegersohn Billaudel das Entrepôt des Denrées coloniales (Kolonialwarenlagerhaus) von Bordeaux, heute Centre d’arts plastiques contemporains de Bordeaux.

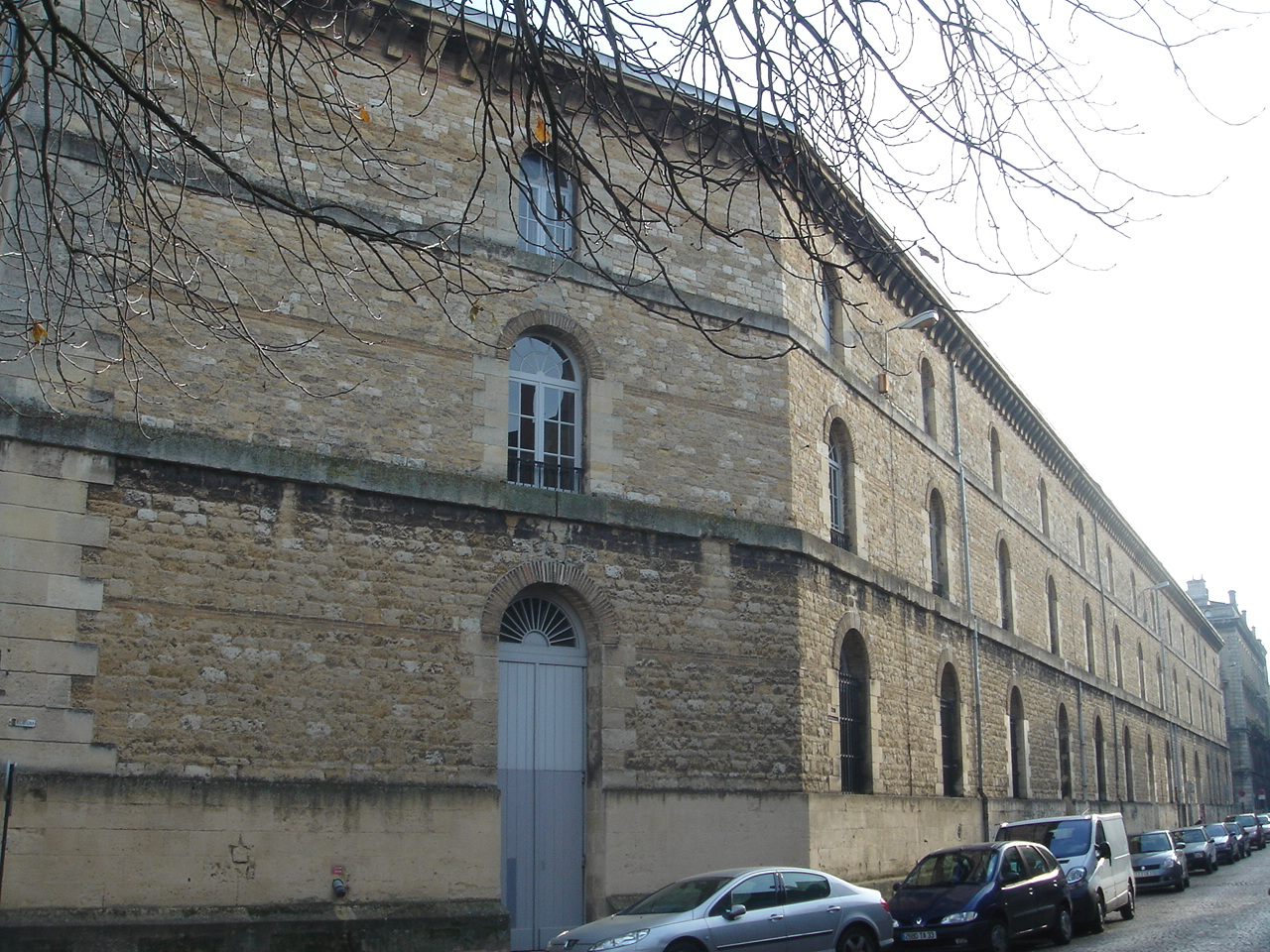
Entrepôt des Denrées coloniales in Bordeaux.
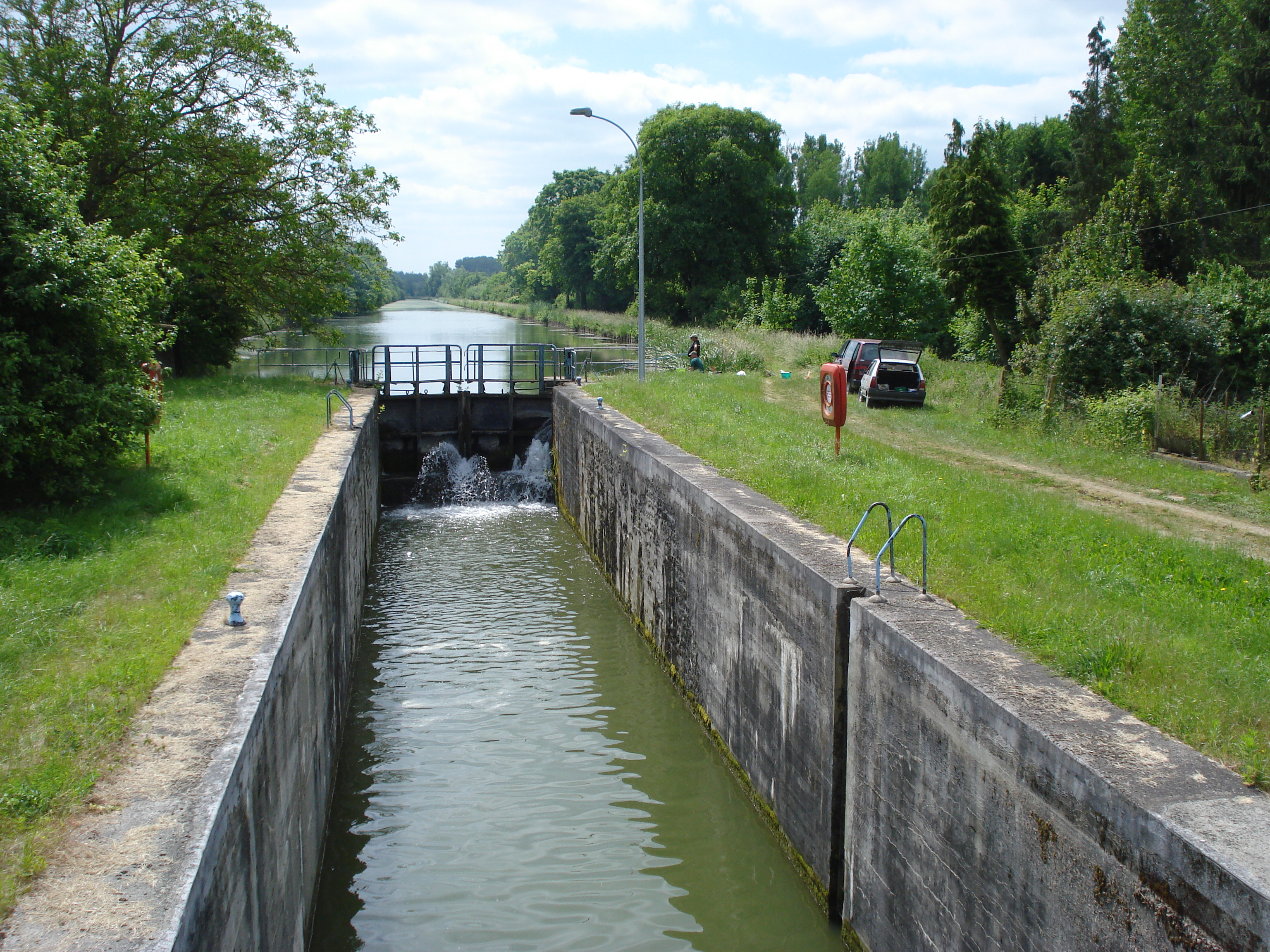
Der Canal des Ardennes bei Vouziers.

## Publikation
- Des travaux à faire pour l’assainissement et la culture des Landes et de Gascogne et des canaux de jonction de l’Adour et de la Garonne, de Claude Deschamps, Carilian-Goeury, Paris (1832).